# 臺灣首都
| \| 本條目屬於 臺灣系列 \| |
| 前往臺灣主題頁 |
| 臺灣概況 - 經濟 • 政治 • 法律 • 人權 • 能源 • 交通 行政區劃 • 城市 • 政府 • 政黨 • 選舉 • 總統 • 外交 軍事 • 族群 • 人口 • 公民 • 原住民族 • LGBT權益 臺海現狀 • 臺灣問題 |
| 臺灣文化 （總覽） - 文學 • 料理 • 茶藝 • 小吃 • 夜市 • 郵票 建築 • 語言 • 宗教 • 葬禮 • 古蹟 • 遺址 • 國寶 民俗文物 • 節日 • 教育 • 體育 • 媒體 • 眷村 文化活動 • 觀光 • 購物中心 • 百貨公司 世界遺產潛力點 • 歷史建築百景 • 流行文化                                                    |
| 臺灣藝術 （總覽） - 音樂 • 漫畫 • 動畫 • 電影 • 攝影 • 舞蹈 戲劇 • 臺劇 |
| 臺灣地理 （總覽） - 天文 • 氣候 • 地質 • 地震 • 斷層 • 火山 • 生態 濕地 • 山峰 • 山脈 • 湖泊 • 水庫 • 河流 • 溫泉 島嶼 • 海岸 • 特殊生物 • 保育生物 • 生態環境 自然保護區 • 國家公園 • 森林遊樂區 縣市級風景特定區 • 直轄市級風景特定區 國家級風景特定區                                 |
| 臺灣歷史 （詳細） - 史前時期(-1624)↓理蕃政策(1933) 原住民聯盟與政權↓奧蘭治城包圍戰(1662)↓澎湖海戰(1683)↓馬關條約(1895)↓日本投降(1945) 荷屬福爾摩沙/西屬艾爾摩莎 鄭氏政權清治時期 日治時期 戰後時期 │1624│1649│1674│1699│1724│1749│1774│1799│1824│1849│1874│1899│1924│1949│1974│1999│2024 |
| 閱 • 論 • 编 |
| 本條目屬於 臺灣系列 |

臺灣首都，是指主要管轄、治理、領土疆域範圍在臺灣之政權，其政府的中央政府所在地或首要政治與行政中心之稱呼。19世紀後期開始奠定臺北市為臺灣經濟和政治中心的地位。臺北市自1949年起一直是臺灣的首都與首善之區。
由於福爾摩沙（美麗島）之名传至国际遠早於臺灣，而歐美國家曾長期普遍使用福爾摩沙之稱呼至二十世紀下半葉，因而福爾摩沙首都（Formosan capital , Formosa's capital city , 西班牙語： 等）一詞亦常見於相關文獻和媒體，現今亦不乏以此為稱呼者。
臺北自1949年起一直是臺灣的首都與首善之區，也是臺灣在金融、經濟、科技、政治、教育、文化各領域的發展中心。國家元首所在之總統府、最高行政機關行政院、國會立法院、具終審權之最高法院及最高行政法院與司法院憲法法庭等重要国家权力機關均位於臺北。

## 明鄭：今臺南安平區

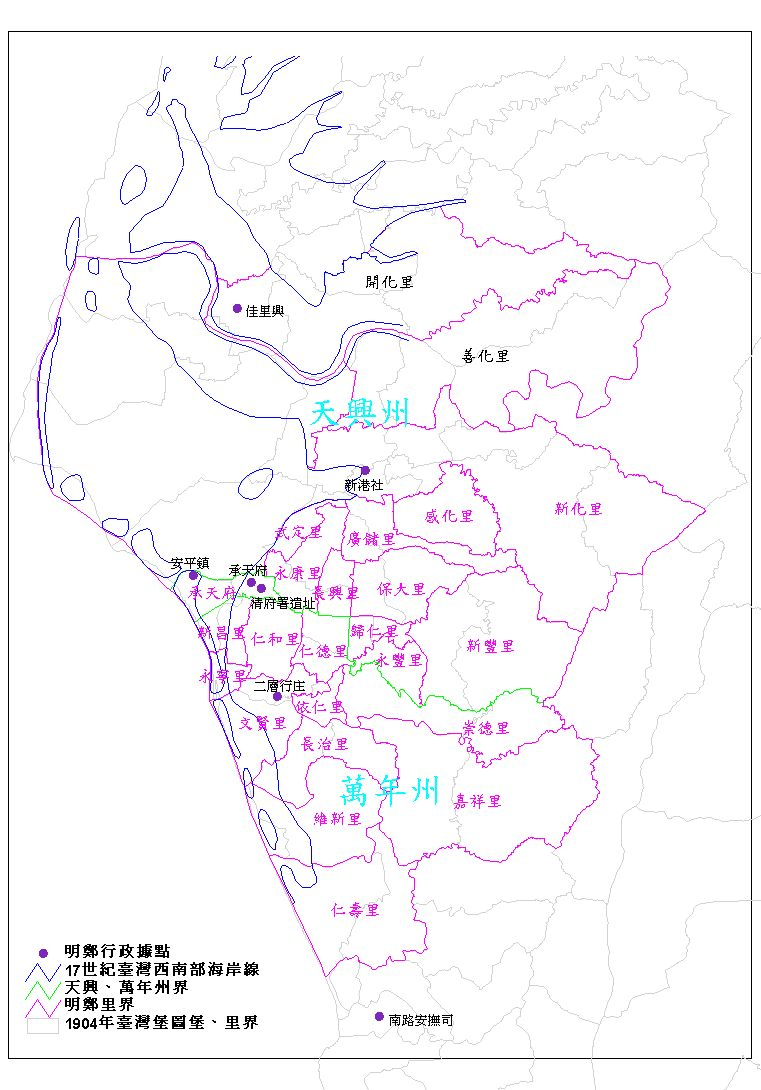
明鄭行政區劃示意圖

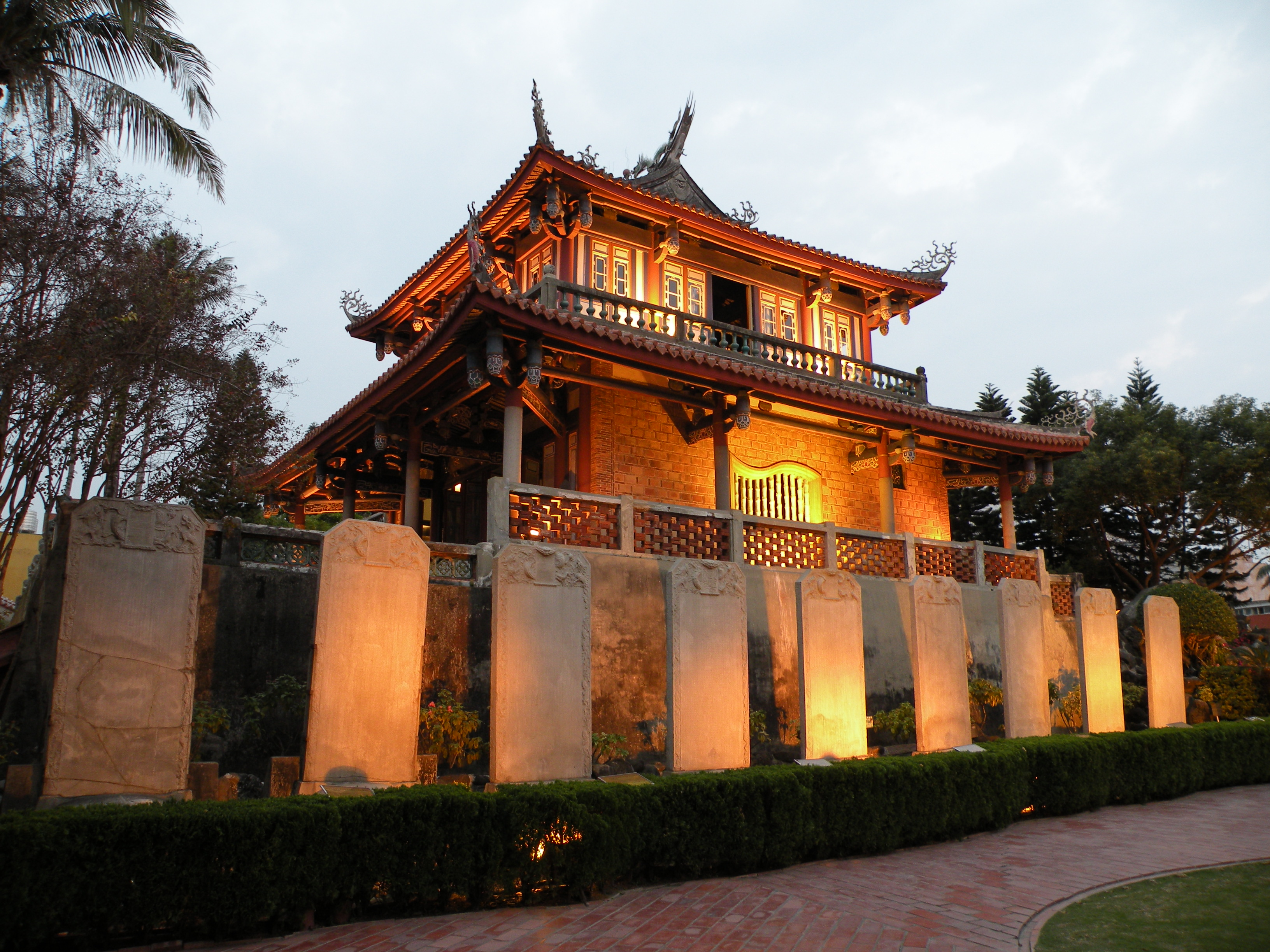
曾為王城的赤崁樓

1661年，鄭成功率領軍隊約25,000人先抵達澎湖，1662年自鹿耳門及禾寮港登陸攻下普羅民遮城，其後再取首府熱蘭遮城，擊敗荷蘭東印度公司在大員的政權，佔領台江內海一帶地區，建立臺灣史上第一個漢人政權。1662年，鄭經改東都明京為「東寧」，建都安平鎮於熱蘭遮城，加以翻修後稱為「王城」。鄭經中年朝政文武俱啟，東寧士庶皆向他稱臣，他還另於赤崁興建王府，作宴居之用。荷蘭亦稱臺南原為荷蘭東印度公司所建之治理與貿易基地熱蘭遮城，而後持續為明鄭首都（Tainan was initially established by the Dutch East India Company as a ruling and trading base called Fort Zeelandia during the period of Dutch rule on Taiwan... Tainan remained as the capital of the Tungning Kingdom）。
鄭成功佔領之初設置「一府二縣」，建都承天府於安平鎮以為京畿，主事官為承天府府尹，並以新港溪（今鹽水溪）為界，北路為天興縣（縣治在今臺南市佳里區）、南路為萬年縣（縣治在今臺南市仁德區）。鄭經繼位後，保留承天府，改二縣為二州，即天興州與萬年州；增設澎湖安撫司、北路安撫司以及南路安撫司安撫臺灣原住民族，形成「一府二州三司」平行的體系。在承天府管轄地帶又設有「四坊」，東安坊、西定坊、寧南坊及鎮北坊。
日本的德川幕府是明鄭的重要貿易夥伴，當時大量進口日本的銀、銅等金屬與盔甲，以武裝軍隊，雙方貿易交流於1665至1672年達到高峰，鄭經並允許日本商人居於雞籠。日人以「東寧国王」稱呼鄭經。明鄭亦與有密切政經往來的英國東印度公司簽訂通商條約，約中則尊稱鄭經為「臺灣國王（The  of Tyawan）」、東寧人民為其「臣民（King's person）」，相關國家的資料充分顯示明鄭對內對外的宰制權。
連雅堂在其《雅堂文集》〈承天故府〉文中寫道「臺南，古都也。...則日東寧仍為全臺首都...」臺南（安平區/安平古堡）迄今仍被稱為「臺灣故都/臺灣前首都」（Tainan, the former capital of Taiwan）或「臺灣古都」（the ancient capital city of Taiwan）（Tainan is the old capital of Taiwan）（the old Taiwanese capital, Tainan）或「臺灣的歷史首都」、「臺灣歷史文化首都」（historical capital of Taiwan）  或「曾經為臺灣首都」或「臺灣最早的漢人政權首都」等等。
五都改制前，臺南縣長蘇煥智即強調「臺南就是臺灣的京都」、「臺南就是臺灣的歷史首都」等訴求。臺南市長賴清德向國外訪賓介紹時也表示：「臺南是臺灣第一個城市，300多年前曾是臺灣的首都，累積豐富的歷史文化，也是最早跟歐洲接觸的城市與文化首都。」荷蘭駐臺灣代表胡浩德亦於熱蘭遮城博物館啟用典禮上表示：臺南市為文化首都更是文化重鎮...熱蘭遮城是台灣史上重要的歷史場所，安平是17世紀大航海時代台灣與西方接觸的首地。

## 臺灣民主國：臺北、臺南

臺灣民主國國旗

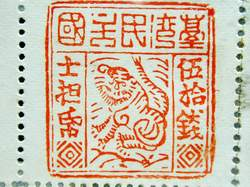
臺灣民主國發行的郵票

1895年5月25日，臺灣人民宣佈成立「臺灣民主國」，定首都於臺北，推舉唐景崧為臺灣民主國大總統、劉永福為大將軍、李秉瑞為軍務大臣、陳季同為外務大臣、俞明震為內務大臣等。臺灣民主國議會由白其祥出任副議長。臺灣民主國制定「藍地黃虎旗」為國旗、刻有「臺灣民主國寶印」文字的國璽，發表《臺灣民主國獨立宣言》，向各國通告建國宗旨，希望能藉此引發國際干涉，使臺灣免於被日本統治。臺灣民主國於臺北成立當天，下著細雨，當時已有雨傘和人力車，外頭還放著鞭炮，許多富商也來參與總統就職大典。
5月29日，日軍在基隆附近的澳底登陸時並未受到強烈的抵抗，接著攻打瑞芳時有個小型的接觸戰。日軍於6月3日攻佔基隆時扼守獅球嶺砲臺的清軍已撤走，因此很容易便推進到汐止（水返腳）紮營。此時的臺北城已陷入無政府混亂狀態，因為唐景崧等滿清官員已於6月4日前後爭先恐後倉皇逃回中國，留下來的清軍紀律很差。傳統的軍人，就是穿著軍服的強盜、穿了制服的土匪。這樣的軍隊在主帥相繼遁逃後就很容易變成亂民，這些外來的軍士兵丁潰散後四處劫掠、遍地積屍。治安敗壞使人心惶惶的臺北民眾閉隘閘以守禦自保。當時在大稻埕的外國人就打電報到日本部隊，要求日本軍隊趕快進入臺北城；臺北城內的有錢仕紳富商們也希望日軍能及早進城維持社會秩序，因為那時臺北城的清軍已成了人人畏懼的亂民強盜。留守士人紳商乃先後派辜顯榮與外籍人士代表等赴基隆見日本人並一路引領日軍進臺北城。日軍於6月7日未發一彈即順利進城。日軍入城後即布告安民。
6月下旬，臺灣民主國餘部在臺南擁立大將軍劉永福為第二任大總統，設總統府於大天后宮，由士紳重新成立臺灣民主國議會，臺南成為民主國首都。為籌措經費，劉永福曾發行紙幣、郵票等。有些學者將劉永福在臺南所建的政權稱之為相對於「北臺灣民主國」之「南臺灣民主國」或「臺南共和」（Tainan Republic）或「第二共和」（Second Republic）。此後三個月，臺灣民主國和日軍發生不少規模不小的血戰，例如八卦山之役。10月下旬，劉永福遭圍後棄守逃亡，日軍佔領臺南。

## 中華民國1949年開始至今：臺北

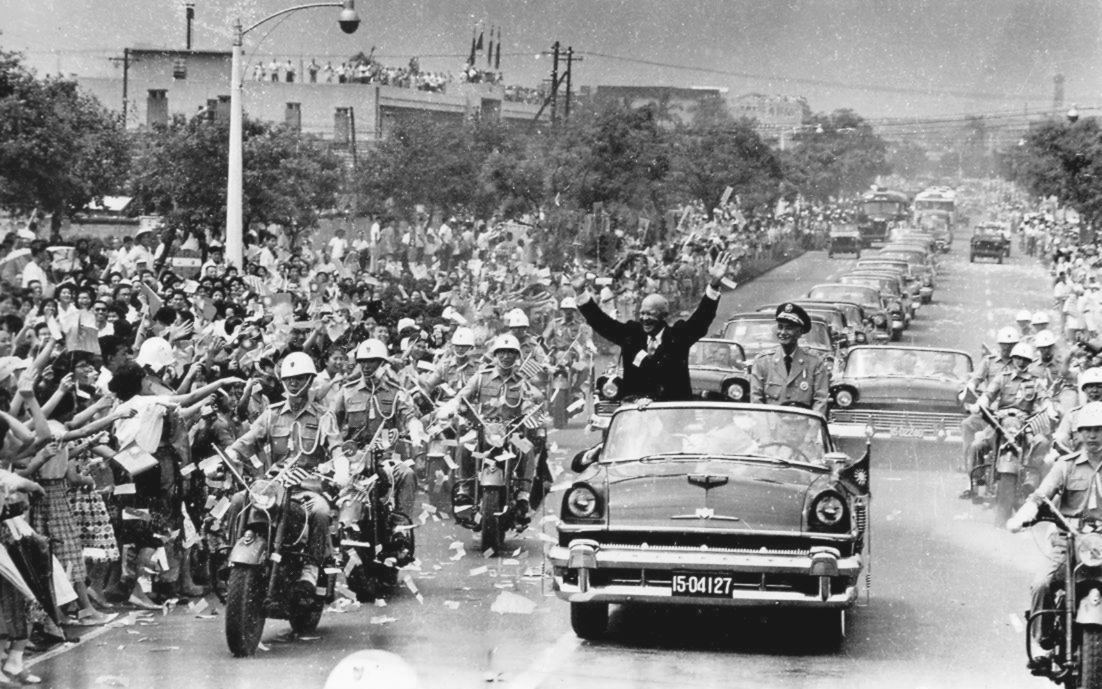
美國總統艾森豪於1960年6月18日訪問臺灣臺北時與蔣中正總統搭乘敞篷車前往圓山行館途中接受熱情群眾夾道歡迎
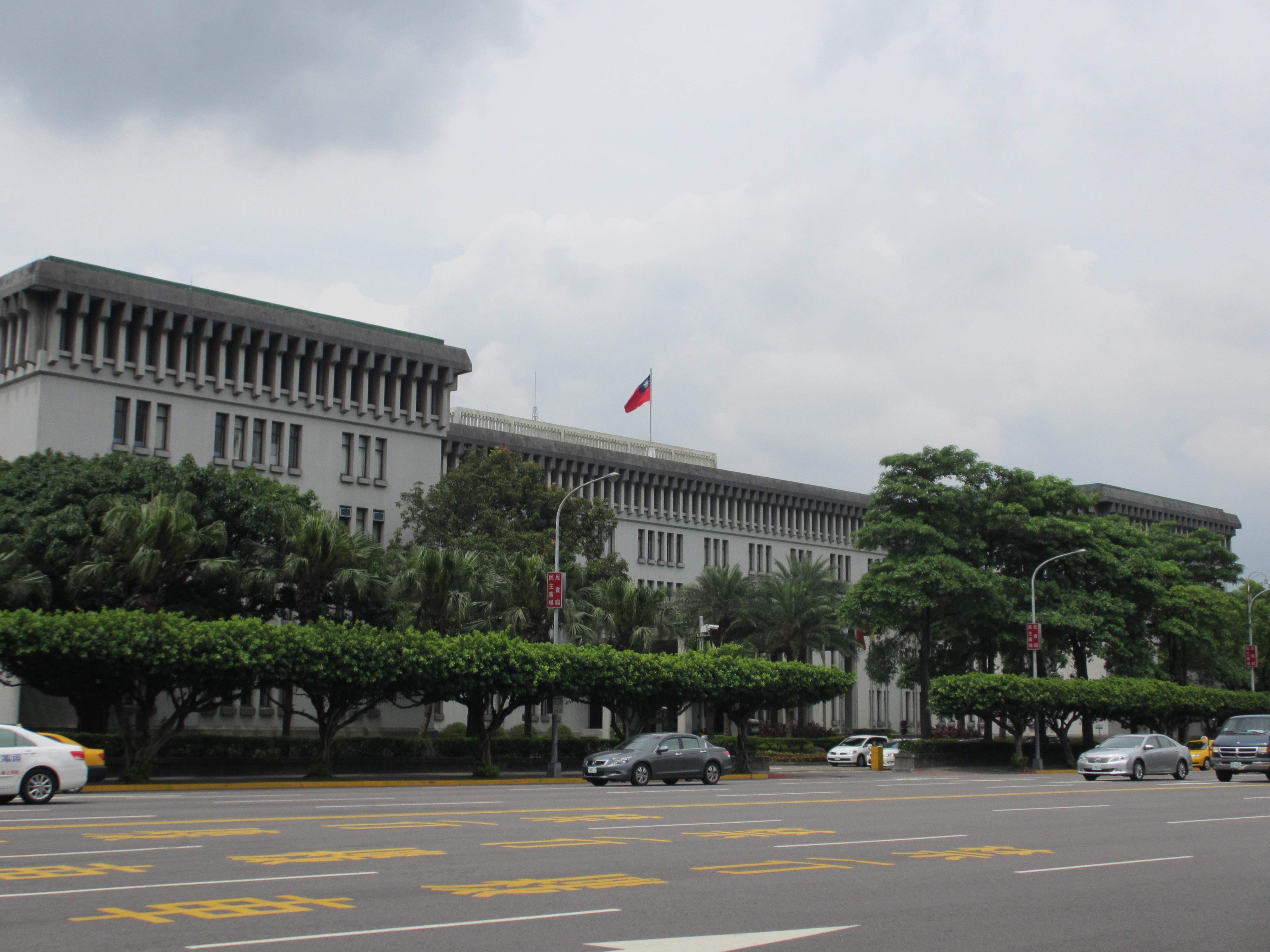
外交部
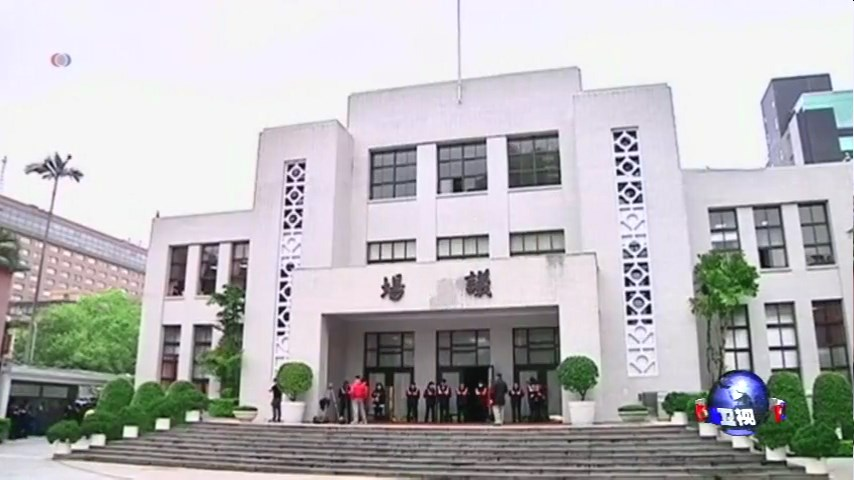
國會立法院
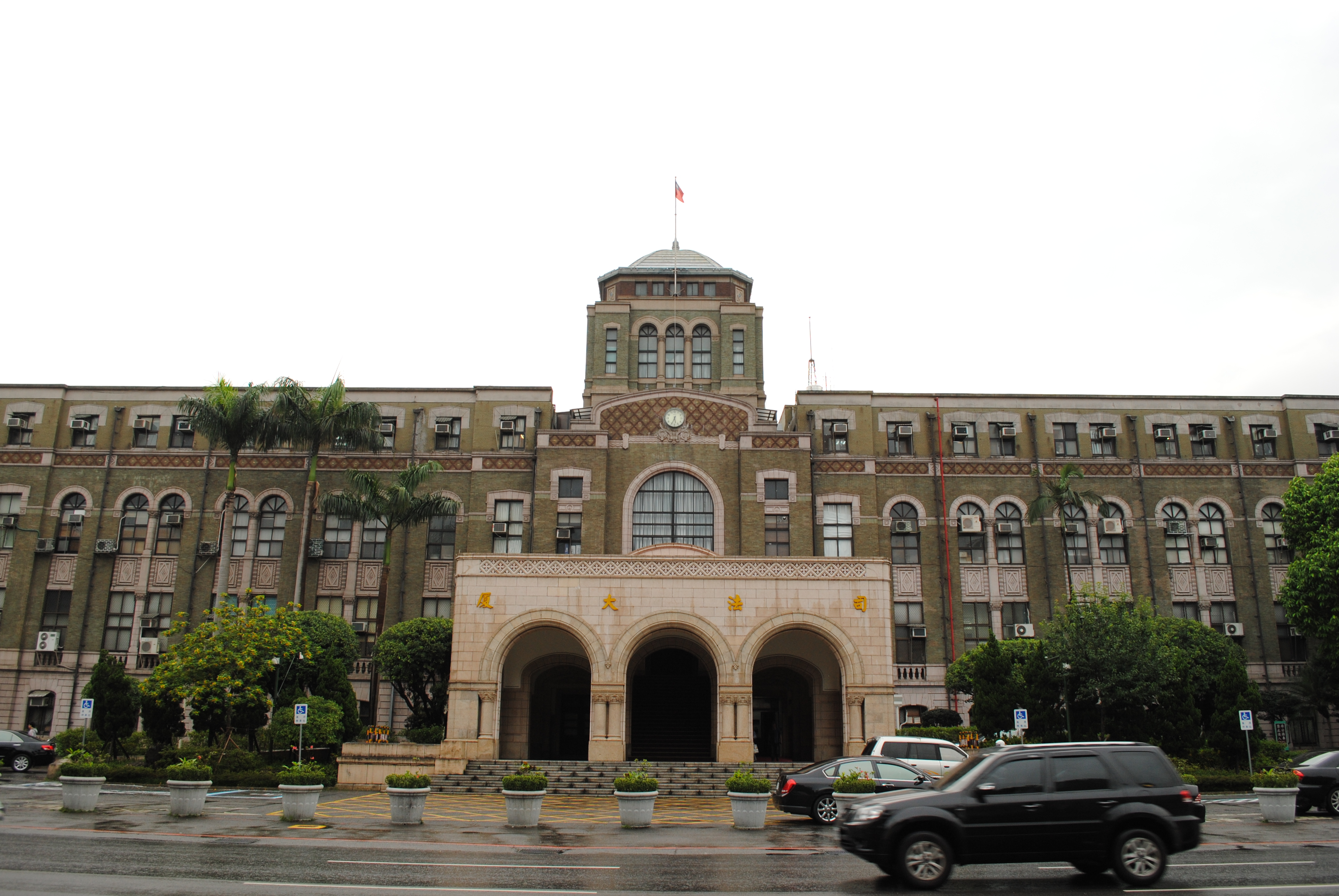
最高法院與憲法法庭所在之司法大廈
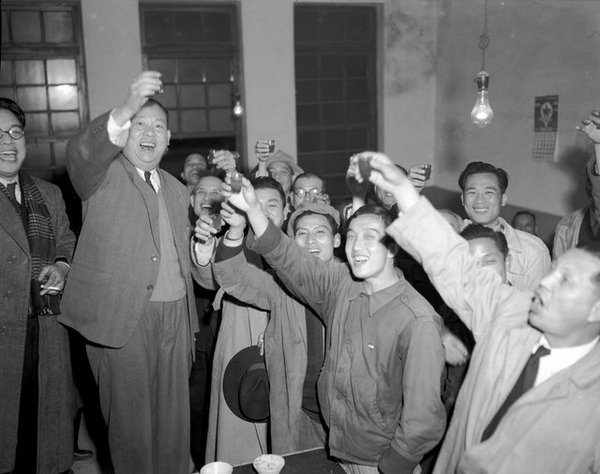
吳三連（左二）於1951年以65.5%高票當選首都第一屆民選市長後在辦事處與支持者舉杯同歡。
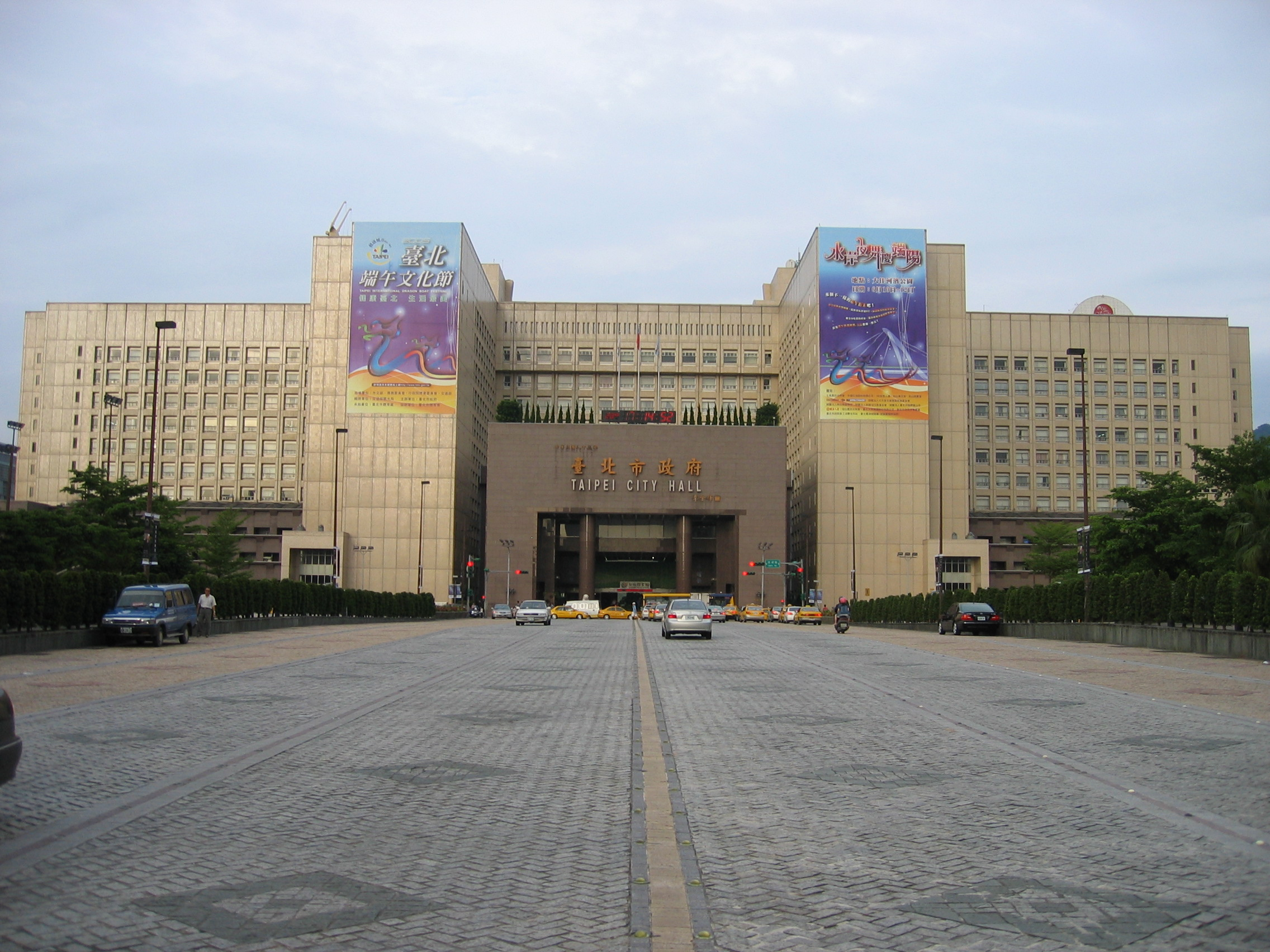
臺北市政府
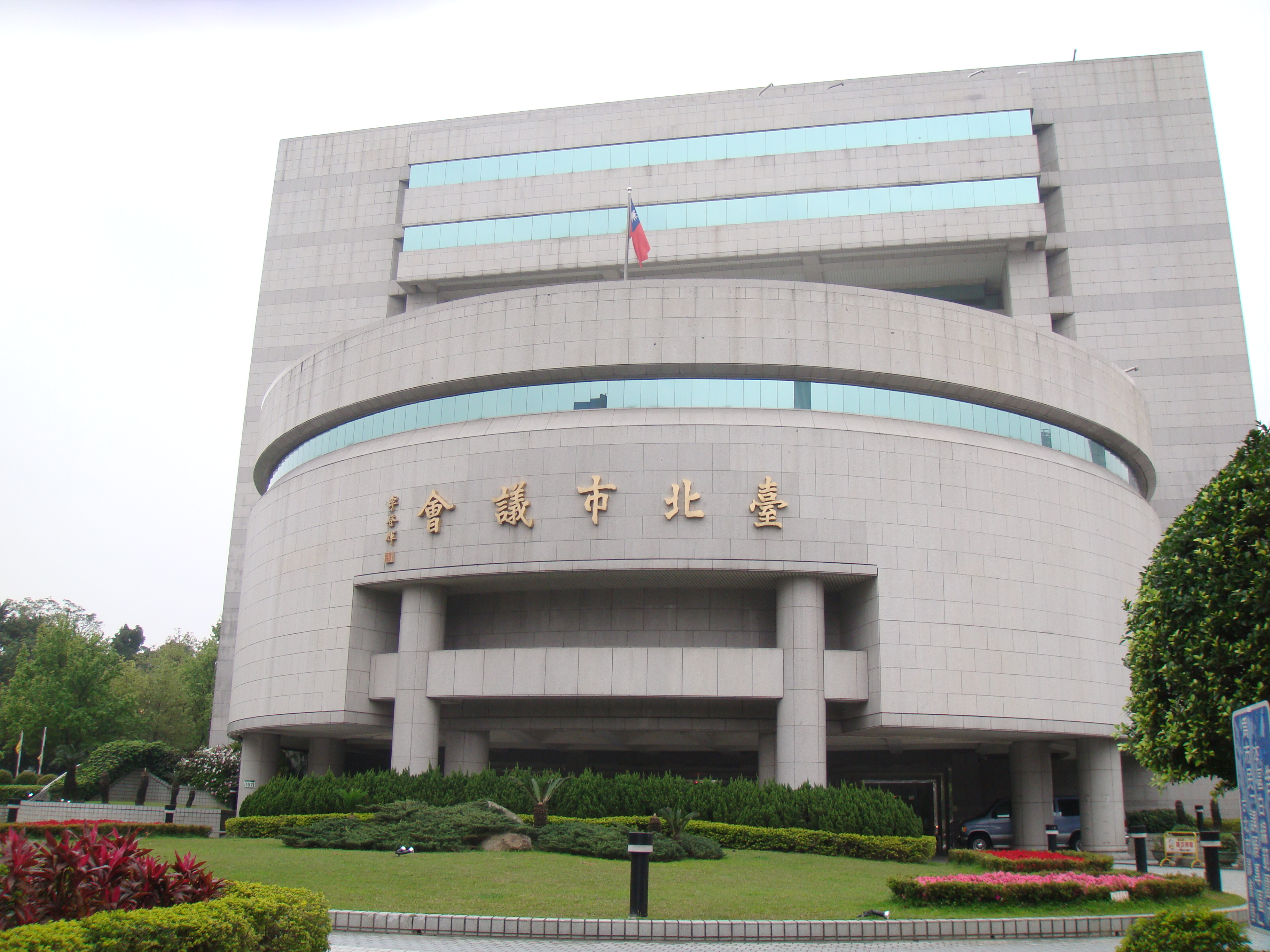
臺北市議會
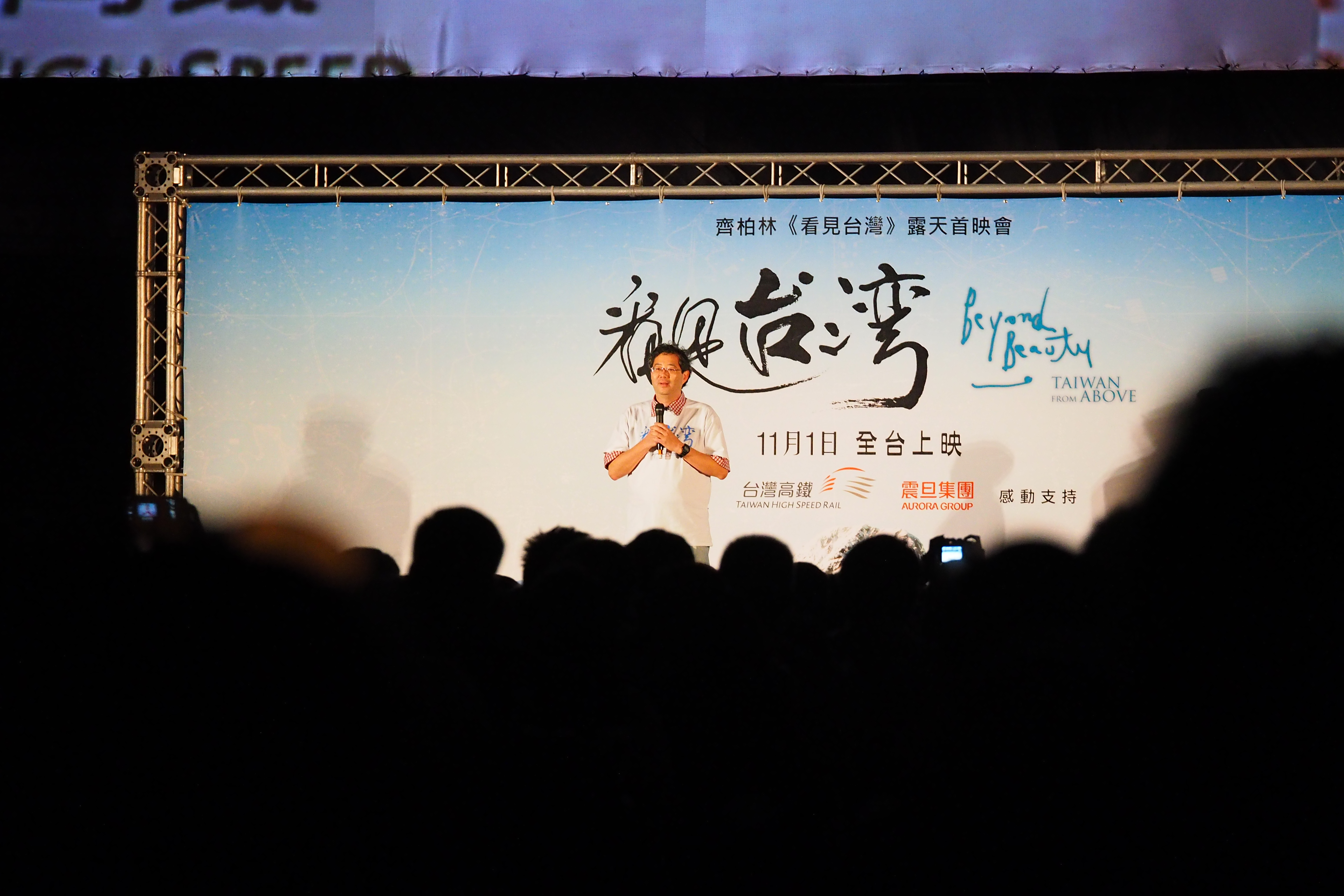
導演齊柏林在所執導的《看見台灣》露天首映會
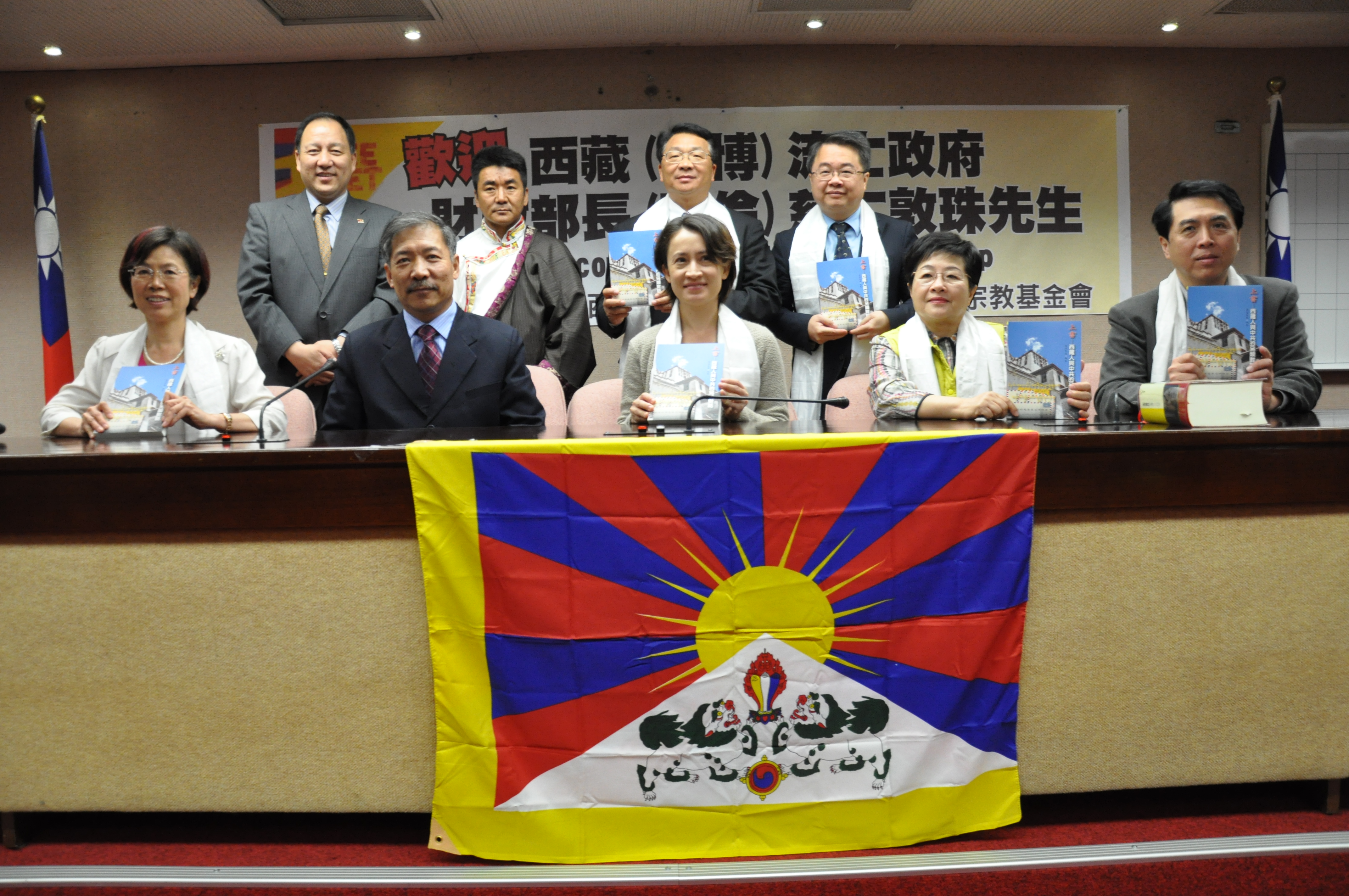
西藏流亡政府財政部長拜訪立法院

現在國內外政府、政治、學術、傳媒、私部門仍會使用「臺灣的首都在臺北，臺北是臺灣的首都」之表述，均彰顯此一已歷時逾65年之政治事實。2002年，中華民國行政院長游錫堃在立法院接受總質詢時明確表示，臺灣首都就是台北。法務部長陳定南則表示，中央機關在哪裡，首都就在哪。然而，目前尚未有法律條文明定首都位置。立法委員蔡正元曾經建議，為解決首都爭議，應以「中華民國首都法」確立1950年後的中華民國首都是台北，並和中央政府所在地概念結合。

## 台灣行政中心列表
台灣行政中心列表，表列出台灣歷史上，台灣的最高行政中心。
| 圖示 | 地點名稱                 | 政權         | 年代                     | 主管職稱         | 備註 |
| ---- | ------------------------ | ------------ | ------------------------ | ---------------- | --- |
|      | 內文（今獅子鄉一帶）     | 大龜文       | 不詳－十九世紀           | 羅發尼耀頭目     | |
|      | 大肚社                   | 大肚王國     | 未知—1732年              | 白晝之王         | |
|      | 熱蘭遮城（今安平古堡）   | 荷屬福爾摩沙 | 1624年－1662年           | 台灣長官         | |
|      | 安平王城（今安平古堡）   | 明鄭         | 1662年－1683年           | 延平王           | |
|      | 北荷蘭城                 | 荷屬福爾摩沙 | 1664年－1668年           |                  | |
|      | 臺灣府衙門（今赤崁樓旁） | 清治臺灣     | 1684年－1885年           | 臺灣府知府       | |
|      | 總統府（今大天后宮）     | 臺灣民主國   | 1895年 6月26日－10月21日 | 臺灣民主國大總統 | 6月26日，民主國遷都臺南城，號稱南都，劉永福就任第二任大總統，設總統府於大天后宮。學者稱之為「台南共和」（Tainan Republic）或「第二共和」（Second Republic）。 |
|      | 臺灣總督府（今總統府）   | 日治臺灣     | 1919年－1945年           | 臺灣總督         | |
|      | 中華民國總統府           | 中華民國     | 1949年迄今               | 中華民國總統     | |